# Niebezpieczni dżentelmeni
Niebezpieczni dżentelmeni – polska komedia sensacyjno-kryminalna z 2022 roku w reżyserii Macieja Kawalskiego.
Zdjęcia do filmu kręcono w Zakopanem (m.in. w Willi „Pod Jedlami” oraz na Krupówkach), Bielsku-Białej (Teatr Polski, Bielska Szkoła Przemysłowa), Warszawie (Muzeum etnograficzne) oraz w Tatrzańskim Parku Narodowym.
W 2022 roku film otrzymał Nagrodę Publiczności Warszawskiego Międzynarodowego Festiwalu Filmowego. Film był pełnometrażowym debiutem reżysera.

## Fabuła
Tadeusz Boy-Żeleński, Witkacy, Joseph Conrad oraz Bronisław Malinowski budzą się po suto zakrapianej imprezie w domu Witkacego. Wszyscy próbują sobie przypomnieć, co zaszło ostatniej nocy, tym bardziej, że w budynku znajdują zwłoki nieznajomego mężczyzny. Dodatkowo okazuje się, że zniknęły pieniądze przeznaczone na wyprawę Witkacego i Malinowskiego do Australii, a Żeleński dowiaduje się, że został niedawno zastrzelony. Bohaterowie muszą wyjaśnić całą tę sprawę, rozpoczynając wędrówkę po Zakopanem i okolicach, podczas której napotykają współbiesiadników - znamienite postacie polskiej kultury i sztuki początku XX wieku. Kulminacja zdarzeń ma miejsce w teatrze, gdzie dochodzi do strzelaniny, w której biorą udział Józef Piłsudski i Włodzimierz Lenin.

## Obsada
- Tomasz Kot – Tadeusz Boy-Żeleński
- Marcin Dorociński – Stanisław Ignacy Witkiewicz „Witkacy”
- Andrzej Seweryn – Joseph Conrad
- Wojciech Mecwaldowski – Bronisław Malinowski
- Łukasz Wójcik – markiz Boy de Maupassant
- Klaudiusz Kaufmann – żandarm Johann
- Marta Ojrzyńska – Zofia Stryjeńska
- Anna Terpiłowska – Maria Pawlikowska-Jasnorzewska
- Modest Ruciński – Artur Rubinstein
- Rafał Maćkowiak – August Zamoyski
- Grzegorz Mielczarek – Karol Szymanowski
- Anna Smołowik – Jadwiga Mrozowska
- Jan Niemczyk – szatniarz
- Paulina Kondrak –  Marysia
- Łukasz Simlat – Cyngiel
- Sasza Reznikow – Makówka
- Mateusz Haberek – oficer legionów
- Michał Czernecki – Józef Piłsudski
- Michał Barczak – adiutant Piłsudskiego
- Joanna Gryga – pielęgniarka
- Anna Seniuk – pani Leszczyńska
- Adam Kupaj – żandarm Tobias
- Jacek Koman – Włodzimierz Lenin
- Wiktoria Gorodeckaja – Nadieżda Krupska
- Sebastian Stankiewicz – dowódca żandarmerii
- Aniela Płudowska – Zosia
- Kazimierz Czapla – biskup
- Andrzej Bienias – pan z miasta
- Adrianna Jerzmanowska – pani z miasta
- Joanna Banasik – druga pani z miasta
- Mirosław Neinert – profesor
- Antoni Paradowski – żandarm
- Artem Manuilov – bolszewik
- Ludwik Borkowski – bolszewik
- Tomasz Gąsienica Mracielnik – góral muzykant
- Dorota Bonikowska – Jadwiga Janczewska
- Ryszard Starosta – patolog
- Michał Baran – technik
- Jakub Wielecki – bolszewik w chacie
- Tomasz Lewandowski – bolszewik w chacie
- Joanna Drozda – Zofia Nałkowska